# Акерлі (Техас)
Акерлі (англ. Ackerly) — місто (англ. city) в США, в округах Доусон і Мартін штату Техас. Населення — 264 особи (2020).

## Географія
Акерлі розташоване за координатами 32°31′30″ пн. ш. 101°42′57″ зх. д. / 32.52500° пн. ш. 101.71583° зх. д. (32.525062, -101.715847).  За даними Бюро перепису населення США в 2010 році місто мало площу 0,81 км², уся площа — суходіл.

### Клімат
| Клімат : Акерлі       | Клімат : Акерлі | Клімат : Акерлі | Клімат : Акерлі | Клімат : Акерлі | Клімат : Акерлі | Клімат : Акерлі | Клімат : Акерлі | Клімат : Акерлі | Клімат : Акерлі | Клімат : Акерлі | Клімат : Акерлі | Клімат : Акерлі | Клімат : Акерлі |
| Показник              | Січ.            | Лют.            | Бер.            | Квіт.           | Трав.           | Черв.           | Лип.            | Серп.           | Вер.            | Жовт.           | Лист.           | Груд.           | Рік             |
| Середній максимум, °C | 12,8            | 15,6            | 20,0            | 25,6            | 29,4            | 33,9            | 34,4            | 33,9            | 30,0            | 25,0            | 18,3            | 13,9            | 24,4            |
| Середній мінімум, °C  | −3,3            | −1,1            | 2,2             | 7,2             | 12,8            | 17,8            | 18,9            | 18,3            | 15,0            | 8,9             | 2,8             | −2,2            | 7,8             |
| Норма опадів, мм      | 15              | 18              | 20              | 28              | 56              | 61              | 53              | 46              | 69              | 51              | 20              | 18              | 452             |
| --------------------- | --------------- | --------------- | --------------- | --------------- | --------------- | --------------- | --------------- | --------------- | --------------- | --------------- | --------------- | --------------- | --------------- |
| Джерело: Weatherbase  |                 |                 |                 |                 |                 |                 |                 |                 |                 |                 |                 |                 |                 |

## Демографія
Згідно з переписом 2010 року, у місті мешкало 220 осіб у 69 домогосподарствах у складі 54 родин. Густота населення становила 273 особи/км².  Було 83 помешкання (103/км²).
Расовий склад населення:
| - 84,5 % — білих - 1,8 % — корінних американців - 13,6 % — осіб інших рас |

До двох чи більше рас належало 0,0 %. Частка іспаномовних становила 49,1 % від усіх жителів.
За віковим діапазоном населення розподілялося таким чином: 35,9 % — особи молодші 18 років, 56,8 % — особи у віці 18—64 років, 7,3 % — особи у віці 65 років та старші. Медіана віку мешканця становила 29,0 року. На 100 осіб жіночої статі у місті припадало 111,5 чоловіків;  на 100 жінок у віці від 18 років та старших — 104,3 чоловіків також старших 18 років.
Середній дохід на одне домашнє господарство  становив 37 680 доларів США (медіана — 26 500), а середній дохід на одну сім'ю — 42 295 доларів (медіана — 27 375). За межею бідності перебувало 20,9 % осіб, у тому числі 38,0 % дітей у віці до 18 років та 11,1 % осіб у віці 65 років та старших.
Цивільне працевлаштоване населення становило 64 особи. Основні галузі зайнятості: сільське господарство, лісництво, риболовля — 60,9 %, оптова торгівля — 9,4 %, транспорт — 7,8 %, науковці, спеціалісти, менеджери — 6,3 %.